# Liga národů UEFA 2024/2025 – Liga D
Liga národů UEFA 2024/2025 – Liga C je nejnižší ze čtyř výkonnostních úrovní Ligy národů UEFA 2024/2025, která je čtvrtou sezónou Ligy národů UEFA, mezinárodní fotbalové soutěže pro národních mužské fotbalové týmy z členských asociací UEFA. Ligy D se účastní 12 týmů. 

## Formát
Týmy asociací, které v předchozím ročníku 2022/2023 skončily na 48. místě a dále 5 týmů na 51.–55. místě v Lize D jsou nejprve rozděleny do 2 skupin, ve kterých proti sobě soupeři hrají každý s každým systémem doma–venku. Skupinová fáze se koná od září do listopadu 2024. Na základě výsledků ve skupinové fázi postupují týmy na prvních místech přímo do Ligy C a týmy na druhých místech do vyřazovací fáze o postup do Ligy C ("play-offs C/D") Ligy národů 2026/2027.

## Týmy
| \| Tým \| Pos/Ses \| Pořadí \| \| --------------- \| ------- \| ------ \| \| Gibraltar \| ↓ \| 48 \| \| Moldavsko \| \| 51 \| \| Malta \| \| 52 \| \| Andorra \| \| 53 \| \| San Marino \| \| 54 \| \| Lichtenštejnsko \| \| 55 \| |         |        |
| Tým | Pos/Ses | Pořadí |
| Gibraltar | ↓       | 48     |
| Moldavsko |         | 51     |
| Malta |         | 52     |
| Andorra |         | 53     |
| San Marino |         | 54     |
| Lichtenštejnsko |         | 55     |

Vysvětlivky

## Výsledky
| Legenda                      |
| ---------------------------- |
| Postup do Ligy C             |
| Kvalifikován do play-off C/D |

### Skupina 1

#### Tabulka D1
| Tým             | Z | V | R | P | VG | IG | +/- | B |
| --------------- | - | - | - | - | -- | -- | --- | - |
| San Marino      | 4 | 2 | 1 | 1 | 5  | 3  | +2  | 7 |
| Gibraltar       | 4 | 1 | 3 | 0 | 4  | 3  | +1  | 6 |
| Lichtenštejnsko | 4 | 0 | 2 | 2 | 3  | 6  | -3  | 2 |

|                 | San Marino | Gibraltar | Lichtenštejnsko |
| --------------- | ---------- | --------- | --------------- |
| San Marino      | —          | 1:1       | 1:0             |
| Gibraltar       | 1:0        | —         | 2:2             |
| Lichtenštejnsko | 1:3        | 0:0       | —               |

#### Zápasy
| 5. září 2024 20:45 |        |                 |                                                                       |
| San Marino         | 1 : 0  | Lichtenštejnsko | San Marino Stadium, Serravalle diváci: 914 rozhodčí: Andris Treimanis |
| Sensoli 53'        | Report |                 | San Marino Stadium, Serravalle diváci: 914 rozhodčí: Andris Treimanis |

| 8. září 2024 18:00      |        |                                    |                                                                      |
| Gibraltar               | 2 : 2  | Lichtenštejnsko                    | Europa Sports Park, Europa Point diváci: 681 rozhodčí: Kristo Tohver |
| Walker 8' Scanlon 90+7' | Report | 53' Saglam 90+14' (pen.) N. Hasler | Europa Sports Park, Europa Point diváci: 681 rozhodčí: Kristo Tohver |

| 10. října 2024 20:45 |        |            |                                                                     |
| Gibraltar            | 1 : 0  | San Marino | Europa Sports Park, Europa Point diváci: 677 rozhodčí: Felix Zwayer |
| Britto 62'           | Report |            | Europa Sports Park, Europa Point diváci: 677 rozhodčí: Felix Zwayer |

| 13. října 2024 18:00 |        |           |                                                                 |
| Lichtenštejnsko      | 0 : 0  | Gibraltar | Rheinpark Stadion, Vaduz diváci: 1 510 rozhodčí: Horațiu Feșnic |
|                      | Report |           | Rheinpark Stadion, Vaduz diváci: 1 510 rozhodčí: Horațiu Feșnic |

| 15. listopadu 2024 20:45 |        |            |                                                                   |
| San Marino               | 1 : 1  | Gibraltar  | San Marino Stadium, Serravalle diváci: 1 324 rozhodčí: Igor Pajac |
| Nanni 90+2' (pen.)       | Report | 11' Walker | San Marino Stadium, Serravalle diváci: 1 324 rozhodčí: Igor Pajac |

| 18. listopadu 2024 20:45 |        |                                               |                                                                  |
| Lichtenštejnsko          | 1 : 3  | San Marino                                    | Rheinpark Stadion, Vaduz diváci: 1 157 rozhodčí: Jérémie Pignard |
| Sele 40'                 | Report | 46' Lazzari 66' (pen.) Nanni 76' A. Golinucci | Rheinpark Stadion, Vaduz diváci: 1 157 rozhodčí: Jérémie Pignard |

### Skupina 2

#### Tabulka D2
| Tým       | Z | V | R | P | VG | IG | +/- | B |
| --------- | - | - | - | - | -- | -- | --- | - |
| Moldavsko | 4 | 3 | 0 | 1 | 5  | 1  | +4  | 9 |
| Malta     | 4 | 2 | 1 | 1 | 2  | 2  | 0   | 7 |
| Andorra   | 4 | 0 | 1 | 3 | 0  | 4  | -4  | 1 |

|           | Moldavsko | Malta | Andorra |
| --------- | --------- | ----- | ------- |
| Moldavsko | —         | 2:0   | 2:0     |
| Malta     | 1:0       | —     | 0:0     |
| Andorra   | 0:1       | 0:1   | —       |

#### Zápasy
| 7. září 2024 18:00                   |        |       |                                                                 |
| Moldavsko                            | 2 : 0  | Malta | Stadion Zimbru, Kišiněv diváci: 6 142 rozhodčí: Mykola Balajkin |
| Caimacov 32' Nicolaescu 45+4' (pen.) | Report |       | Stadion Zimbru, Kišiněv diváci: 6 142 rozhodčí: Mykola Balajkin |

| 10. září 2024 20:45 |        |               |                                                                           |
| Andorra             | 0 : 1  | Malta         | Estadi Nacional, Andorra la Vella diváci: 812 rozhodčí: Mohammed Al-Hakim |
|                     | Report | 45' Camenzuli | Estadi Nacional, Andorra la Vella diváci: 812 rozhodčí: Mohammed Al-Hakim |

| 10. října 2024 20:45      |        |         |                                                                 |
| Moldavsko                 | 2 : 0  | Andorra | Stadion Zimbru, Kišiněv diváci: 6 442 rozhodčí: Miloš Milanović |
| Ioniță 31' Cojocaru 90+5' | Report |         | Stadion Zimbru, Kišiněv diváci: 6 442 rozhodčí: Miloš Milanović |

| 13. října 2024 18:00 |        |           |                                                                        |
| Malta                | 1 : 0  | Moldavsko | Národní stadion Ta' Qali, Ta' Qali diváci: 5 754 rozhodčí: John Brooks |
| Teuma 87' (pen.)     | Report |           | Národní stadion Ta' Qali, Ta' Qali diváci: 5 754 rozhodčí: John Brooks |

| 16. listopadu 2024 18:00 |        |                  |                                                                       |
| Andorra                  | 0 : 1  | Moldavsko        | Estadi Nacional, Andorra la Vella diváci: 984 rozhodčí: Bulat Sariyev |
|                          | Report | 90+2' Postolachi | Estadi Nacional, Andorra la Vella diváci: 984 rozhodčí: Bulat Sariyev |

| 19. listopadu 2024 20:45 |        |         |                                                                         |
| Malta                    | 0 : 0  | Andorra | Národní stadion Ta' Qali, Ta' Qali diváci: 3 142 rozhodčí: Luka Bilbija |
|                          | Report |         | Národní stadion Ta' Qali, Ta' Qali diváci: 3 142 rozhodčí: Luka Bilbija |